# Giuseppe perdona i fratelli
Giuseppe perdona i fratelli è un dipinto a olio su tavola (36,2x141,6 cm) di Bacchiacca, databile al 1515 circa e conservato nella National Gallery di Londra. La tavola faceva parte della decorazione della Camera nuziale Borgherini.

## Storia
A partire dal 1515 circa Salvi Borgherini fece decorare la camera nuziale di suo figlio Pierfrancesco e della consorte Margherita Acciaiuoli con una boiserie e mobilio intagliato da Baccio d'Agnolo, progettista anche del palazzo dove si trovava l'insieme, il tutto decorato da una serie di pannelli figurati di Pontormo, Francesco Granacci e, in una fase immediatamente successiva, Andrea del Sarto e il Bacchiacca.
Il tema era quello delle Storie di Giuseppe ebreo, eroe virtuoso e casto spesso raffigurato come esempio per le giovani coppie. Bacchiacca dipinse sei tavolette, due di forma allungata, oggi a Londra, e quattro pannelli più piccoli, oggi nella Galleria Borghese a Roma.
Il risultato era così straordinario che nel 1529 la Signoria voleva farne dono a Francesco I di Francia, ma Margherita Acciaiuoli negò la richiesta di acquisto seccamente.
Gli eredi della coppia però non ressero molto alle lusinghe e fu così che nel 1584 Francesco I de' Medici ottenne le tavole di Andrea del Sarto e di Granacci, che sono agli Uffizi e alla Galleria Palatina, mentre le altre andarono disperse tra collezioni romane e fiorentine, e si trovano oggi divise tra la National Gallery di Londra (tutte le tavole di Pontormo e due di Bacchiacca) e la Galleria Borghese di Roma (le quattro piccole tavole di Bacchiacca).
La tavola di Giuseppe che perdona i fratelli entrò nel museo londinese nel 1886 per acquisto.

## Descrizione e stile
Dopo aver architettato lo stratagemma della coppa rubata, facendola nascondere nella coppa del fratello più piccolo Beniamino, Giuseppe trattiene con sé il fanciullo come schiavo, certo che solo così riuscirà a far partire da Israele suo padre Giacobbe (Genesi 44).
La scena mostra i fratelli di Giuseppe (che ancora non lo hanno riconosciuto), che vengono portati da esso con il piccolo Beniamino arrestato; tutti i personaggi si ritrovano nella parte destra dove Giuseppe, davanti a un edificio classicheggiante, tiene un discorso in cui si rivela ai fratelli che anni prima l'avevano venduto come schiavo per invidia.
Lo svolgimento della scena sfrutta la forma orizzontale della tavola proponendo una lettura da sinistra a destra di facile comprensibilità, senza i guizzi estrosi delle tavole di Pontormo o Andrea del Sarto, con uno svolgimento tradizionale e ordinato che comprende anche l'isocefalia di gran parte dei personaggi. Più originale è invece il trattamento del colore, che predilige toni brillanti e accesi, in un caleidoscopio molto gradevole, ma privo di quegli effetti atmosferici capaci di legare figure e paesaggio. L'ambientazione, con il paesaggio dolcemente sfumato dalla prospettiva aerea, ha il sapore delle vedute umbre di Perugino e Raffaello, mentre nell'affollamento di personaggi e nell'originalità della cromia l'autore sembra sforzarsi di andare incontro alle novità pontormesche.